# Tentativa de golpe de Estado no Burundi em 1965
A tentativa de golpe de Estado no Burundi em 1965 ocorreu em 18-19 de outubro de 1965 quando um grupo de oficiais de etnia hutu do exército burundiano tentou derrubar o governo do Burundi em um golpe de Estado. Os rebeldes estavam furiosos com o aparente favorecimento da minoria étnica tutsi pela monarquia do Burundi depois de um período de crescente tensão étnica na sequência da independência nacional da Bélgica em 1962. Embora o primeiro-ministro fosse baleado e ferido, o golpe falhou e logo provocou uma retaliação contra os hutus, na qual milhares de pessoas, incluindo os participantes do golpe, foram mortos. O golpe também facilitou uma reação militante dos tutsis contra a monarquia moderada tutsi o que resultaria em outros dois golpes que culminariam na abolição da monarquia histórica do Burundi em novembro de 1966 e na ascensão de Michel Micombero como ditador.

## Antecedentes
Em 1962, o mandato belga de Ruanda-Urundi recebeu independência, criando a República de Ruanda e o Reino de Burundi. Ambos os Estados tinham tradicionalmente monarquias dominadas pelo grupo étnico tutsi sobre uma maioria étnica hutu, porém a monarquia de Ruanda foi abolida por uma revolução política em 1959-1961. Nos primeiros anos da independência, o Burundi parece ter alcançado um equilíbrio entre os grupos étnicos o que traria membros dos diferentes grupos étnicos ao governo, moderados em parte pelo mwami (rei) Mwambutsa IV, que era popular entre todos os grupos, mas sendo o próprio um tutsi. Os tutsi, os hutus e os ganwas faziam parte do partido político dominante, a União para o Progresso Nacional (Union pour le Progrès national, UPRONA). Em outubro de 1961, pouco antes da data prevista para a independência, o primeiro-ministro burundiano, o príncipe Louis Rwagasore, foi assassinado, aumentando as tensões étnicas no país. Após um período de governo por primeiros-ministros tutsis, Mwambutsa nomeou o primeiro líder hutu do Burundi, Pierre Ngendandumwe, mas Ngendandumwe seria assassinado em janeiro de 1965 por um tutsi ruandês. As eleições realizadas em maio de 1965 ocorreram em uma atmosfera de forte tensão étnica. Os candidatos hutus ganharam a maioria, mas Mwambutsa depôs o primeiro-ministro hutu Joseph Bamina e instalou em vez disso o candidato tutsi, Léopold Biha, em outubro de 1965. 

## Golpe e consequências
A instalação de Biha como primeiro-ministro criou dissidência entre os hutus e a monarquia burundiana. Um grupo de oficiais hutus do exército tentaram um golpe de Estado contra o governo liderado pelos tutsis em 18-19 de outubro de 1965.
Um pequeno grupo de membros hutus do exército e da Gendarmerie marchou no Palácio Real. Biha foi baleado e ferido. O golpe foi frustrado por tropas lideradas pelo oficial militar tutsi, Michel Micombero. Os golpistas eram liderados por Gervais Nyangoma, um parlamentar, e Antoine Serukwavu, um comandante da Gendarmerie. 34 soldados hutus que estiveram envolvidos no golpe foram presos e executados. Os hutus nas forças armadas e policiais que não participaram também foram presos e muitos mortos. O fracasso do golpe provocou uma violência étnica imediata em todo o país, na qual milhares de pessoas, principalmente hutus, foram mortas no que foi considerado como um prelúdio ao genocídio burundiano de 1972.
Como resultado do golpe, Mwambutsa fugiu para o exílio e nunca mais voltou ao Burundi. O fracasso do golpe militar hutu criou uma contrarreação tutsi e estabeleceu as bases para que as facções extremistas tutsis tomassem o poder por si mesmas, primeiro instalando um novo mwami e posteriormente abolindo completamente a monarquia em novembro de 1966.  Micombero, mais tarde promovido a primeiro-ministro, lideraria o segundo golpe de Estado e se tornaria o primeiro presidente republicano do Burundi e ditador de facto até 1976.

## Outras leituras
- Mariro, Augustin. Burundi 1965: La 1ère Crise ethnique. Genèse et contexte géopolitique. Paris: L'Harmattan. ISBN 2-7475-9021-6

- Este artigo foi inicialmente traduzido, total ou parcialmente, do artigo da Wikipédia em inglês cujo título é «1965 Burundian coup d'état attempt».